# Campionati italiani di taekwondo del 2011
I Campionati italiani di taekwondo del 2011 sono stati organizzati dalla Federazione Italiana Taekwondo e si sono svolti all'interno del Palacatania di Catania, in Sicilia, nel periodo 4-6 novembre 2011.
L'evento, riservato alle cinture nere senior, ha assegnato medaglie in otto categorie di peso diverse sia agli uomini che alle donne.
Si è trattata della quarantaduesima edizione dei campionati.

## Podi

### Uomini
| Categoria               | Oro                           | Argento                                       | Bronzo                                                                         |
| fino a 54 kg (dettagli) | Emanuele Riemma (Cs Canguro)  | Matteo Montemurro (Hwarang Sporting Club)     | Daniele Fortunato (Tkd 2000) Antonio Di Fusco (Aerobiclub)                     |
| fino a 58 kg (dettagli) | Francesco Marrone Fiamme Oro  | Francesco Palma (Taekwondo Olimpico Lecce)    | Domenico Gemma (Pol. Amicizia S.V.D.N.) Pasquale Stano (Tae Action Center)     |
| fino a 63 kg (dettagli) | Danilo Di Maggio Fiamme Oro   | Emilio Bonaceto (Tigers Den Tkd)              | Davide D'Orazi ( Carabinieri) Elia De Chiara (Asd Bentis)                      |
| fino a 68 kg (dettagli) | Claudio Treviso Esercito      | Diego Redina Fiamme Oro                       | Luciano Bonaccorso (Tkd Sport Center) Steeven Baglivo (New Marzial Mesagne)    |
| fino a 74 kg (dettagli) | Cristian Clementi Fiamme Oro  | Vito Angileri Carabinieri                     | Francesco Zocco Fiamme Oro Adriano Manciocchi Esercito                         |
| fino a 80 kg (dettagli) | Gianni Guglielmo Carabinieri  | Claudio Gualberto (Bek San Tkd Bari)          | Danilo Loiacono (Sport Tkd Lee) Claudio De Florio (Centri Arti Marziali Pavia) |
| fino a 87 kg (dettagli) | Marco Palmacci Fiamme Oro     | Gianluca D'Alessandro (Tkd Team D'Alessandro) | Bruno Natale (Gymnagar Futura) Gianluca Foderaro (Backlash Academy)            |
| Oltre 87 kg (dettagli)  | Vito Luiso (Tkd Fisic Center) | Marco Forcina (Tkd Arduini)                   | Andrea Sabbatini (Libertas Club Jesi) Leonardo Basile Esercito                 |

### Donne
| Categoria               | Oro                                     | Argento                               | Bronzo                                                                                   |
| fino a 46 kg (dettagli) | Chiara Fiore (Palestra Perulli)         | Sara Brandolese (Tkd Competition)     | Federica Sciacca (Tiger's Den) Michelle Marino (Tkd 2000)                                |
| fino a 49 kg (dettagli) | Antonella Palma (Olimpico Club Lecce)   | Maddalena Tortorella (Centro Azzurro) | Marina Auconi (Tkd Competition) Anna Ianniello (New Green Form)                          |
| fino a 53 kg (dettagli) | Alessia Sanese (New Marzial Mesagne)    | Jennifer Fabri (Fighter Tkd)          | Lisa Gattella (Edera Tkd Koryo) Serena Napolano (Cs Canguro)                             |
| fino a 57 kg (dettagli) | Margherita Zocco Fiamme Oro             | Silvana Laganà (New Marzial Mesagne)  | Carla Tortorella (Centro Azzurro) Jessica Salsedo (Scuola Taekwondo Nolano)              |
| fino a 62 kg (dettagli) | Cristiana Corsi (Shumina Tkd)           | Federica Perugini (Scuola Tkd Genova) | Roberta Nardelli (Tkd Terracina 1984) Eleonora Platania Carabinieri                      |
| fino a 67 kg (dettagli) | Federica Del Coco (Olimpico Club Lecce) | Katia Vaccari (Tkd Club Schio)        | Beatrice Pirazzi (Centro Tkd Prati) Martina Betto (Scuola Tkd Nolano)                    |
| fino a 73 kg (dettagli) | Mara Rattone (Scuola Tkd Genova)        | Filomena Gallone (As Condor)          | -                                                                                        |
| Oltre 73 kg (dettagli)  | Daniela Castrignanò Esercito            | Erika Fornaro (Tkd Gold Team)         | Raffaella Capotosto (Libertas Park Itri Formia) Raffaella Corona (Tkd Astroclub Alghero) |

## Medagliere società
| Pos. | Società                    | Oro | Argento | Bronzo |   |
| ---- | -------------------------- | --- | ------- | ------ | - |
| 1    | Fiamme Oro                 | 5   | 1       | 1      | 7 |
| 2    | Esercito                   | 2   | 0       | 2      | 4 |
| 3    | Olimpico Club Lecce        | 2   | 0       | 0      | 2 |
| 4    | Carabinieri                | 1   | 1       | 2      | 4 |
| 4    | New Marzial Mesagne        | 1   | 1       | 1      | 3 |
| 5    | Scuola Tkd Genova          | 1   | 1       | 0      | 2 |
| 6    | Cs Canguro                 | 1   | 0       | 1      | 2 |
| 7    | Tkd Fisic Center           | 1   | 0       | 0      | 1 |
| 7    | Palestra Perulli           | 1   | 0       | 0      | 1 |
| 7    | Shumina Tkd                | 1   | 0       | 0      | 1 |
| 8    | Tkd Competition            | 0   | 1       | 1      | 2 |
| 8    | Centro Azzurro             | 0   | 1       | 1      | 2 |
| 9    | As Condor                  | 0   | 1       | 0      | 1 |
| 9    | Tkd Gold Team              | 0   | 1       | 0      | 1 |
| 9    | Hwarang Sporting Club      | 0   | 1       | 0      | 1 |
| 9    | Taekwondo Olimpico Lecce   | 0   | 1       | 0      | 1 |
| 9    | Tigers Den Tkd             | 0   | 1       | 0      | 1 |
| 9    | Bek San Tkd Bari           | 0   | 1       | 0      | 1 |
| 9    | Tkd Team D'Alessandro      | 0   | 1       | 0      | 1 |
| 9    | Tkd Arduini                | 0   | 1       | 0      | 1 |
| 9    | Fighter Tkd                | 0   | 1       | 0      | 1 |
| 9    | Tkd Club Schio             | 0   | 1       | 0      | 1 |
| 10   | Tkd 2000                   | 0   | 0       | 2      | 2 |
| 11   | Centro Tkd Prati           | 0   | 0       | 1      | 1 |
| 11   | New Green Form             | 0   | 0       | 1      | 1 |
| 11   | Scuola Taekwondo Nolano    | 0   | 0       | 1      | 1 |
| 11   | Tae Action Center          | 0   | 0       | 1      | 1 |
| 11   | Tkd Astroclub Alghero      | 0   | 0       | 1      | 1 |
| 11   | Aerobiclub                 | 0   | 0       | 1      | 1 |
| 11   | Pol. Amicizia S.V.D.N.     | 0   | 0       | 1      | 1 |
| 11   | Asd Bentis                 | 0   | 0       | 1      | 1 |
| 11   | Tkd Sport Center           | 0   | 0       | 1      | 1 |
| 11   | Sport Tkd Lee              | 0   | 0       | 1      | 1 |
| 11   | Centri Arti Marziali Pavia | 0   | 0       | 1      | 1 |
| 11   | Gymnagar Futura            | 0   | 0       | 1      | 1 |
| 11   | Backlash Academy           | 0   | 0       | 1      | 1 |
| 11   | Libertas Club Jesi         | 0   | 0       | 1      | 1 |
| 11   | Tiger's Den                | 0   | 0       | 1      | 1 |
| 11   | Edera Tkd Koryo            | 0   | 0       | 1      | 1 |
| 11   | Tkd Terracina 1984         | 0   | 0       | 1      | 1 |
| 11   | Scuola Tkd Nolano          | 0   | 0       | 1      | 1 |
| 11   | Libertas Park Itri Formia  | 0   | 0       | 1      | 1 |